# 한뫼초등학교
한뫼초등학교는 대한민국 경기도 고양시에 있는 공립 초등학교이다.

## 학교 연혁
- 2005년 3월1일 길해성 교장 취임
- 2005년 3월2일 개교
- 2006년 2월16일 제1회졸업식(졸업생 100명)
- 2006년 9월 11일 제2과학실 구축 및 영어체험실 3곳 설치
- 2007년 2월 14일 제2회 졸업식(졸업생147명/누계247명)

## 참고 자료
- 한뫼초등학교 - 한국교육학술정보원 학교알리미

## 행사
•한뫼축제(2024~)
•전교임원선거(2005~)•임원선거(2005~)
•알뜰시장(2023)
•체육대회